# Clardea nigrostriata
Clardea nigrostriata är en insektsart som beskrevs av Synave 1961. Clardea nigrostriata ingår i släktet Clardea och familjen Tropiduchidae. Inga underarter finns listade i Catalogue of Life.